# Aeroportul Kalaymyo
Aeroportul Kalaymyo (IATA: KMV, ICAO: VYKL) este un aeroport din Kalay⁠(d), Sagaing Region⁠(d), Myanmar.
Situat la o altitudine de 128 m, aeroportul dispune de o singură pistă.